# Festival de Eurovisión de Jóvenes Músicos 2020
El XX Festival de Eurovisión de Jóvenes Músicos iba a celebrarse en la Plaza del Rey Tomislav, Zagreb, Croacia, el 17 y 21 de junio de 2020. Iba a ser la primera vez qué Croacia estuviera a cargo esté festival. Anteriormente hubo rumores de qué se iba a celebrar en Rusia. Sin embargo, el certamen fue cancelado debido a la pandemia de COVID-19.
El 24 de octubre de 2019, Reino Unido se convierte el primer país en confirmar su retirada, sin dar motivo alguno. El 13 de febrero de 2020, Israel se convierte el tercer país en confirmar su retirada, sin dar ninguna razón. El 14 de febrero de 2020, San Marino se convierte el cuarto país en confirmar su retirada, sin dar ninguna razón.
En un principio, Estonia había sido el segundo país en confirmar su retirada, debido a los recursos financieros. Sin embargo, el 17 de febrero de 2020, confirmó qué seguirá participando.
A pesar de qué Albania, Bélgica, España y Rusia confirmaron en un primer momento su participación, confirmaron el 17 de febrero de 2020, qué ellos tampoco participarán.
El 10 de enero de 2020, Ucrania se convierte el primer país en confirmar su regreso al festival, después de 3 años de ausencia.
En esta edición del festival habrían participado 11 países en total, incluyendo Ucrania, que regresaría después de 3 años ausencia. Como contrapunto, Albania, Bélgica, España, Hungría, Israel, Reino Unido, Rusia y San Marino confirmaron su retirada.
A pesar de qué el festival ha sido cancelado, el 23 de julio de 2020, Eslovenia confirmó su representante.

## Países participantes
| País y TV          | Representante        | Instrumento | Proceso y fecha de selección |
| ------------------ | -------------------- | ----------- | ---------------------------- |
| Alemania WDR       | Cancelado            | Cancelado   | Cancelado                    |
| Croacia HRT        | Ivan Petrović-Poljak | Piano       | Cancelado                    |
| Eslovenia RTVSLO   | Sebastijan Buda      | Cuerno      | 23/07/2020                   |
| Estonia ETV        | Cancelado            | Cancelado   | Cancelado                    |
| Grecia ERT         | Cancelado            | Cancelado   | Cancelado                    |
| Malta PBS          | Cancelado            | Cancelado   | Cancelado                    |
| Noruega NRK        | Cancelado            | Cancelado   | Cancelado                    |
| Polonia TVP        | Cancelado            | Cancelado   | Cancelado                    |
| República Checa ČT | Cancelado            | Cancelado   | Cancelado                    |
| Suecia SVT         | Tekla Nilsson        | Clarinete   | 05/01/2020                   |
| Ucrania NTU        | Cancelado            | Cancelado   | Cancelado                    |

## Otros países

### Miembros activos de la UER
- Austria: Anunció el 4 de diciembre de 2019 que no regresará en esta edición.[29]
- Bulgaria: Anunció el 4 de noviembre de 2019 que no regresará en esta edición.[30]
- Dinamarca: Anunció el 7 de noviembre de 2019 que no regresará en esta edición.[31]
- Escocia: Anunció el 11 de diciembre de 2019 que no debutará en esta edición.[32]
- Eslovaquia: Anunció el 14 de noviembre de 2019 que no regresará en esta edición.[33]
- Georgia: Anunció el 3 de enero de 2020 que no regresará en esta edición.[34]
- Irlanda: Anunció el 5 de noviembre de 2019 que no regresará en esta edición.[35]
- Islandia: Anunció el 23 de diciembre de 2019 que no debutará en esta edición.[36]
- Letonia: Anunció el 13 de noviembre de 2019 que no regresará en esta edición.[37]
- Macedonia del Norte: Anunció el 9 de enero de 2020 que no regresará en esta edición.[38]
- Países Bajos: Anunció el 6 de noviembre de 2019 que no regresará en esta edición.[39]

## Predecesor y sucesor
| Predecesor: Edimburgo 2018 | Festival de Eurovisión de Jóvenes Músicos Zagreb 2020 | Sucesor: Por determinar 2022 |

- Datos: Q65135837